# Arrhopalites ezoensis
Arrhopalites ezoensis  (лат.) — вид бескрылых коллембол из семейства Arrhopalitidae. Восточная Азия: Япония, Хоккайдо (горный хребет Хидака, гора Нукабира). Мелкие шаровидной формы членистоногие (длина 0,9 мм). Четвёртый антеннальный членик (Ant. IV) не субсегментированный и равен по длине 3-му членику (Ant. III). Циркуманальные щетинки нерасширенные. Кутикулярные зубцы на анальной вальве отсутствуют. Обладает сходством с видами A. diversus Mills 1934, A. slovacicus Nosek 1975 и A. styriacus Nosek & Neuherz 1976